# (488340) 2016 VH16
(488340) 2016 VH16 es un asteroide perteneciente al cinturón de asteroides, descubierto el 19 de diciembre de 2011 por el equipo del PMO NEO Survey Program desde el Observatorio de la Montaña Púrpura, Nankín (China).

## Designación y nombre
Designado provisionalmente como 2016 VH16.

## Características orbitales
2016 VH16 está situado a una distancia media del Sol de 3,013 ua, pudiendo alejarse hasta 3,586 ua y acercarse hasta 2,439 ua. Su excentricidad es 0,190 y la inclinación orbital 13,41 grados. Emplea 1910,42 días en completar una órbita alrededor del Sol.
Los próximos acercamientos a la órbita terrestre se producirán el 30 de octubre de 2029, el 11 de mayo de 2067 y el 11 de marzo de 2114.

## Características físicas
La magnitud absoluta de 2016 VH16 es 16,5.